# The Underdog EP
The Underdog EP — мини-альбом группы Yellowcard, выпущенный в 2002 году.

## Об альбоме
The Underdog EP знаменателен тем, что эта была одна из первых попыток нового состава группы изменить стиль их музыки. Фанаты восприняли "взросление" группы весьма положительно, несмотря на довольно небольшой тираж мини-альбома.

## Список композиций
1. «Underdog» — 3:10
2. «Avondale» — 3:50
3. «Finish Line» — 3:46
4. «Powder» — 3:51
5. «Rocket» — 4:49